# نيلس هولم
نيلس هولم مواليد 30 أكتوبر 1969، هو لاعب كرة مضرب سويدي سابق وكان يلعب باليد اليمنى. أعلى تصنيف له في الزوجي كان المركز الـ 151 في سنة 1991.

## النهائيات

### الزوجي: (7)
| الرقم | السنة | الدورة              | الأرضية | الشريك             | المنافس في النهائي                | النتيجة في النهائي |
| ----- | ----- | ------------------- | ------- | ------------------ | --------------------------------- | ------------------ |
| 1.    | 1990  | جنيف, سويسرا        | ترابية  | هنريك هولم         | برانيسلاف ستانكوفيتش ريتشارد فوجل | 3–6, 7–5, 7–6      |
| 2.    | 1991  | ساو باولو, البرازيل | ترابية  | هنريك هولم         | جون يتس توم ميرسر                 | 5–7, 6–4, 6–4      |
| 3.    | 1991  | إسطنبول, تركيا      | صلبة    | هنريك هولم         | جانلوكا بوتزي اولي راهناستو       | 5–7, 7–5, 6–4      |
| 4.    | 1993  | بروك، النمسا        | ترابية  | لارس أندرس والغرين | إليس فيريرا ألكسيس أومبرشر        | 0–6, 6–4, 6–4      |
| 5.    | 1993  | فورث, ألمانيا       | ترابية  | لارس أندرس والغرين | جيرتس دزلد فلاديمير جابريشيدز     | فوز سهل            |
| 6.    | 1993  | سخييفينينغن, هولندا | ترابية  | لارس أندرس والغرين | جاكو التينغ بول هارهويس           | 6–1, 6–2           |
| 7.    | 1997  | ليبشتات, ألمانيا    | سجاد    | هنريك هولم         | فريدريك بيرغ ريكارد بيرغ          | 7–6, 7–6           |

## روابط خارجية
- نيلس هولم على موقع رابطة محترفي التنس (الإنجليزية)
- نيلس هولم على موقع الاتحاد الدولي لكرة المضرب (الإنجليزية)
- نيلس هولم على موقع خلاصة التنس.كوم (الإنجليزية)